# Mas-Blanc-des-Alpilles
Mas-Blanc-des-Alpilles é uma comuna francesa na região administrativa da Provença-Alpes-Costa Azul, no departamento de Bouches-du-Rhône. Estende-se por uma área de 1,57 km². Em 2010 a comuna tinha 518 habitantes (densidade: 329,9 hab./km²).